# Довжанська сільська рада (Тернопільський район)
Довжа́нська сільська́ ра́да — адміністративно-територіальна одиниця та орган місцевого самоврядування в Тернопільському районі Тернопільської області. Адміністративний центр — село Довжанка.

## Загальні відомості
Довжанська сільська рада утворена в 1939 році.
- Територія ради: 29,4 км²
- Населення ради: 1 019 осіб (станом на 2001 рік)
- Територією ради протікає річка Рудка

## Населені пункти
Сільській раді були підпорядковані населені пункти:
- с. Довжанка

## Населення
Згідно з переписом УРСР 1989 року чисельність наявного населення сільської ради становила 1742 особи, з яких 772 чоловіки та 970 жінок.
За переписом населення України 2001 року в сільській раді мешкало 1019 осіб.

### Мова
Розподіл населення за рідною мовою за даними перепису 2001 року:
| Мова       | Відсоток |
| ---------- | -------- |
| українська | 99,90 %  |
| російська  | 0,10 %   |

## Склад ради
Рада складалася з 15 депутатів та голови.
- Голова ради: Ткач Олег Миколайович

### Керівний склад попередніх скликань
| Прізвище, ім'я, по батькові  | Основні відомості                                                               | Дата обрання | Дата звільнення |
| ---------------------------- | ------------------------------------------------------------------------------- | ------------ | --------------- |
| Олійник Микола Володимирович | Сільський голова, 1957 року народження, безпартійний                            | 26.03.2006   | 31.10.2010      |
| Поворозник Сергій Йосипович  | Сільський голова, 1976 року народження, освіта вища                             | 31.10.2010   | 18.03.2012      |
| Ткач Олег Миколайович        | Сільський голова, 1966 року народження, освіта середня спеціальна, безпартійний | 18.03.2012   |                 |

Примітка: таблиця складена за даними сайту Верховної Ради України

### Депутати
За результатами місцевих виборів 2010 року депутатами ради стали:

#### За суб'єктами висування
| Суб'єкт висування                                       | Кількість обраних депутатів | %    |
| ------------------------------------------------------- | --------------------------- | ---- |
| Самовисування                                           | 11                          | 73,3 |
| Політична партія Всеукраїнське об'єднання «Батьківщина» | 2                           | 13,3 |
| Українська Народна Партія                               | 2                           | 13,3 |

#### За округами
| № округу                                                | Прізвище, ім'я, по батькові    | Дата визнання обраним | Освіта           | Партійна приналежність                        | Відомості про обраного депутата                      |
| ------------------------------------------------------- | ------------------------------ | --------------------- | ---------------- | --------------------------------------------- | ---------------------------------------------------- |
| Політична партія Всеукраїнське об'єднання «Батьківщина» |                                |                       |                  |                                               |                                                      |
| 6                                                       | Бурбела Зіновій Володимирович  | 15.11.2010            | середня          | член Всеукраїнського об'єднання «Батьківщина» | тимчасово не працює                                  |
| 15                                                      | Музика Михайло Романович       | 31.10.2010            | середня          | член Всеукраїнського об'єднання «Батьківщина» | Магазин «Сільпо», слюсар                             |
| Українська Народна Партія                               |                                |                       |                  |                                               |                                                      |
| 9                                                       | Долішна Марія Степанівна       | 31.10.2010            | вища             | член Української Народної Партії              | тимчасово не працює                                  |
| 12                                                      | Бурма Світлана Йосипівна       | 31.10.2010            | вища             | член Української Народної Партії              | загальноосвітня школа с. Довжанка, вчитель           |
| Самовисування                                           |                                |                       |                  |                                               |                                                      |
| 1                                                       | Євдокієнко Анатолій Степанович | 31.10.2010            | середня          | позапартійний                                 | ПАП «Перемога», водій                                |
| 2                                                       | Басарабчук Олександра Іванівна | 31.10.2010            | середня          | позапартійна                                  | Довжанківська сільська рада, секретар                |
| 3                                                       | Гнат Михайло Васильович        | 31.10.2010            | незакінчена вища | позапартійний                                 | ТНЕУ, студент                                        |
| 4                                                       | Андрух Марія Михайлівна        | 31.10.2010            | середня          | позапартійна                                  | Довжанківська сільська рада, головний бухгалтер      |
| 5                                                       | Бурдяк Тарас Михайлович        | 31.10.2010            | вища             | позапартійний                                 | тимчасово не працює                                  |
| 7                                                       | Буцік Тетяна Ярославівна       | 31.10.2010            | середня          | позапартійна                                  | загальноосвітня школа с. Довжанка, техпрацівник      |
| 8                                                       | Яремко Микола Михайлович       | 31.10.2010            | середня          | позапартійний                                 | загальноосвітня школа с. Довжанка, оператор котельні |
| 10                                                      | Афінович Марія Володимирівна   | 15.11.2010            | середня          | позапартійна                                  | ПП «Харчовик», кондитер                              |
| 11                                                      | Стричек Зіновій Миколайович    | 31.10.2010            | середня          | позапартійний                                 | Промбуд, покрівельник                                |
| 13                                                      | Біла Марія Альбінівна          | 31.10.2010            | вища             | позапартійна                                  | загальноосвітня школа с. Довжанка, вчитель           |
| 14                                                      | Демборинський Богдан Петрович  | 31.10.2010            | середня          | позапартійний                                 | Магазин «Сільпо», слюсар                             |